# Kacper Grabowski
Kacper Grabowski (ur. 17 listopada 1998 w Lublinie) – polski piłkarz ręczny, lewoskrzydłowy, od 2020 zawodnik Chrobry Głogów.

## Kariera
Przygodę z piłką ręczna rozpoczynał w lubelskiej Skarpie. Gdy rozpoczynał naukę w liceum przeniósł się do Unii Lublin, gdzie występował na boiskach II liga. W 2017 roku trafił do I ligowego KSZO Ostrowiec Świętokrzyski.